# Vilvestre
Vilvestre is een gemeente in de Spaanse provincie Salamanca in de regio Castilië en León met een oppervlakte van 46,52 km². Vilvestre telt 444 inwoners (1 januari 2016).